# Мраз, Патрик
Па́трик Мраз (чеш. Patrik Mráz; род. 1 февраля 1988 года; Пухов, Чехословакия) — словацкий футболист, защитник польского клуба Сандецья.

## Клубная карьера
Патрик родился в городе Пухов, Словакия. Там же он и начал занятия футболом, в клубе с одноименным названием. В 2005 году он дорос до основного состава, и год играл за клуб. Через год он перешёл в другой словацкий клуб «Петржалка». Спустя три года покинул Словакию и отправился в словенскую «Жилину». «Шлёнск» стал следующим клубом Патрика, но долго он там не задержался, и отправился в «Сеницу». Проведя двенадцать матчей за «Сеницу» совершил трансфер в польский «Гурник».